# 大嶋氏
大嶋氏（大島氏・おおしまし）は、日本の氏族。

## 清和源氏新田氏の大嶋氏
上野国新田郡大嶋邑より起こった。尊卑分脈によれば清和源氏新田氏庶流の里見義俊の孫義継の代になって大嶋氏を名乗ったのに始まる。南北朝時代には大嶋氏は一族両方に分かれて戦ったため、室町時代にも相当の勢力を保持したという。

### 近世大名→旗本の大嶋氏
近世大名家、後に旗本家となった大嶋氏は新田流大嶋氏の子孫と称するが、美濃国出身であるため、美濃の土岐氏流大嶋氏の一族ではとする説もある。
美濃国人光宗の子光義は織田信長を経て豊臣秀吉に仕え、強弓の弓頭として名を馳せ、美濃国関で1万2000石を与えられたのに始まり、関ヶ原で東軍に付いて美濃国と摂津国で1万8000石に加増されたが、慶長4年（1604年）の光義の死去に際して長男光成に7500石、光政に4710石、光俊に3250石、光朝に2550石を分割したので大名たる地位を失い、旗本家4家に分裂。
7500石の嫡流は寛永14年に義豊が14歳で死去した際に無嗣改易。
4710石の光政の家系は加茂郡川辺に陣屋を置いて川辺大嶋家となる。
3250石（後に2000石に減封）の光俊の家系は美濃国迫間に陣屋を置いて迫間大嶋家となる。維新後士族。

#### 系図
- 川辺大嶋家
(系図)茂兵衛光政→茂兵衛義唯→出羽守義近→肥前守義也→雲八義房→肥前守義里→肥前守義和→肥前守義優→伊勢守義彬→摂津守義直
- 迫間大嶋氏
(系図)久左衛門光俊→久左衛門義治→久左衛門義雄→雲四郎義苗→雲四郎義順→雲四郎義言→丹波守義彰→喜八郎
- 加治田大嶋氏
(系図)左兵衛義保→織部義浮→織部義陳→伊予守義充→織部→右京→金三郎

#### 幕末の知行所
- 川辺大嶋氏(大島摂津守)
美濃国　加茂郡　中川辺村　　847石9斗4升5合007
美濃国　加茂郡　栃井村　　　409石0斗4升7合607
美濃国　武儀郡　関村　　　1578石9斗3升7合988
- 迫間大嶋氏(大島喜八郎)
美濃国　加茂郡　下迫間村　386石1斗7升9合993
美濃国　席田郡　上保村	　1113石8斗1升9合946
- 加治田大嶋氏(大島金三郎)
美濃国　加茂郡　加治田村　600石
- 大島雲八家
摂津国　豊島郡　島江村　　　225石5斗2升9合999
摂津国　豊島郡　庄本村　　　661石9斗1升4合978
摂津国　豊島郡　菰江村　　　356石7斗2升6合990
摂津国　豊島郡　三屋村　　　296石8斗5升8合002
摂津国　豊島郡　野田村の内　　20石7斗8升2合000
摂津国　豊島郡　牛立村　　　344石2斗9升5合013
摂津国　豊島郡　島田村の内　   11石9斗7升6合000
- 大島雲四郎家
摂津国　豊島郡　島田村の内　　155石9斗7升3合999
摂津国　豊島郡　洲到止村　　　306石4斗5升4合193
- 大島鉄太郎家
摂津国　豊島郡　野田村の内　　　300石
武蔵国　比企郡　原川村　　　68石4斗6升9合002
武蔵国　男衾郡　木部村	 　　142石3斗8升2合996
武蔵国　男衾郡　勝呂村　　　211石7斗1升6合003
武蔵国　入間郡　鹿下村 　　　99石4斗4升6合999
武蔵国　横見郡　下細谷村　 	182石2斗1升4合005
武蔵国　横見郡　吉見村北組　　　193石3斗2升4合005
武蔵国　横見郡　和名村　　　209石7斗2升0合001
武蔵国　横見郡　黒岩村　　　78石9斗3升5合600
武蔵国　大里郡　上恩田村　　　156石5斗0升3合006
武蔵国　大里郡　中恩田村　　　299石5斗0升6合989
- 大島主税家
武蔵国　大里郡　下恩田村　　	212石1斗0升6合339

#### 菩提寺
- 大雲寺 (関市)
- 妙雲寺 (岐阜県川辺町)

## 清和源氏土岐氏流の大嶋氏
美濃国安八郡大嶋村より起こったと思われる一族。土岐系図に土岐光定から光時、光清を経て光吉の代に大嶋を名乗ったとされている。通名からも上記旗本の大嶋氏はこの系譜である可能性が高い。

## 周防国の大嶋氏
周防国大島に起こり、中世以来海賊衆として名が見え、厳島の戦いでは宇賀島水軍と共に陶氏に属した。毛利氏の家臣団の中に大島の名前が見え、この一族である可能性がある。長州藩士出身で日清日露戦争で戦功を挙げた大島義昌陸軍大将は華族の子爵に列せられた。

## 秋田の大嶋氏
秋田藩士出身で日清日露で戦功を挙げた大島久直陸軍大将は華族の子爵に列せられた。

## 関連リンク
- 川辺町史　史料編　上巻　旗本大嶋氏家系並経歴書